# Søstrene Grene
 (avril 2023).
 (juillet 2018).
Si vous disposez d'ouvrages ou d'articles de référence ou si vous connaissez des sites web de qualité traitant du thème abordé ici, merci de compléter l'article en donnant les références utiles à sa vérifiabilité et en les liant à la section « Notes et références ».
Søstrene Grene (traduit par « Les Sœurs Grene » en français) est une chaîne de magasins danoise fondée à Aarhus au Danemark, en 1973 par Inger Grene et Knud Cresten Vaupell Olsen. 
La sœur d'Inger, Ruth, n'a été impliquée qu’au début dans le projet. Le siège de la société est situé à Aarhus. Il a été transféré à Pakhusene (Aarhus) Ø en avril 2017.
Bien qu'il soit écrit « Søstrene Grenes handelskompagnie » dans le logo, la dénomination de la chaîne est uniquement « Søstrene Grene ».
Mikkel Grene est le PDG de la société. Il est le fils des fondateurs d'origine. Son frère, Cresten Grene, est directeur créatif et artistique. Ensemble, les deux frères possèdent et dirigent l'entreprise familiale.

## Concept
Les magasins Søstrene Grene ont la forme de labyrinthes et diffusent de la musique classique dans l’ensemble des magasins, avec un marketing très poussé et réfléchi. Le concept de la marque est de commercialiser des produits du quotidien au design scandinave esthétique. La majorité des produits sont fabriqués en Asie du Sud-Est (Chine notamment), garantissant des prix bas pour l'acheteur.
Une partie de la collection des magasins est permanente, incluant de la vaisselle, de la laine et du fil, du matériel de bricolage et de dessin, de la peinture, de la nourriture, des jouets pour enfants, du petit mobilier et des produits cosmétiques.
Sur les enseignes des magasins et sur le logo de l'entreprise, Anna et Clara sont présentes depuis le début en 1973. Les deux sœurs sont les hôtes de toutes les histoires de Søstrene Grene. Les personnalités d'Anna et Clara sont basées sur les personnalités des deux tantes paternelles d'Inger Grene, et ensemble, Anna et Clara représentent toutes les valeurs de Søstrene Grene. Les deux sœurs ne sont pourtant pas les fondatrices de l’enseigne Søstrene Grene.

## Magasins
Le premier magasin Søstrene Grene a ouvert ses portes en 1973 au premier étage du Søndergade 11 à Aarhus. La chaîne s'est ensuite agrandie avec des magasins à Aalborg et Herning en 1989, puis l'expansion s'est poursuivie tout au long des années 90 et 2000. En 2005, la chaîne a ouvert à Reykjavik en Islande, tandis que les magasins de Stavanger en Norvège et de Malmö en Suède ont ouvert leurs portes en 2006.
En 2015, l'entreprise a ouvert 20 nouveaux magasins au Danemark. Aujourd'hui, Søstrene Grene est implanté sur 15 marchés : Allemagne, Angleterre, Autriche, Belgique, Danemark, France, îles Féroé, Irlande, Irlande du Nord, Islande, Japon, Norvège, Pays-Bas, Suède et Suisse. La compagnie annonce la fermeture de tous ses magasins en Espagne en 2020.
Quant à la France, entre 2020 et 2024, il y aura aussi un nombre de fermetures (comme celle de Nancy et du Bercy Village en 2024) suivis de quelques réouvertures (dont le magasin de Metz, ouvert en 2018, ou celui des Halles, à Paris, qui fut fermé avant de déménager autre part dans le même centre en 2024).

## Stratégie marketing
Søstrene Grene s'implante particulièrement dans des grandes agglomérations, visant principalement une clientèle féminine et citadine à la recherche de design scandinave accessible.
L'ajout hebdomadaire de nouveaux produits en magasin et la mise en place d'une nouvelle collection par mois environ, font que certains produits ne sont en vente que pendant une très courte durée. Des produits disparaissent donc du stock des magasins au fur et à mesure que de nouveaux produits s'y ajoutent, poussant le client à l'achat d'impulsion par peur de ne pas trouver le produit lors de sa prochaine visite. C'est pour cela également que l'enseigne est principalement concentrée sur l'achat en magasin physique.
Cependant, le 31 mars 2020, Søstrene Grene a annoncé le lancement de sa boutique en ligne au Danemark via un post sur les réseaux sociaux, notamment Instagram. Elle annonce par la même occasion son objectif d'étendre sa boutique en ligne à d'autres pays.
En ce qui est de la communication, la stratégie de l'enseigne est de produire le moins de publicités possible. Søstrene Grene n'effectue pas de publicités télévisées, ne distribue pas de prospectus et n'utilise pas d'affiches publicitaires. Toutefois, l'enseigne communique beaucoup via les réseaux sociaux tels Instagram, Facebook ou encore Pinterest. 